# Estádio da Fazendinha
Het Estádio da Fazendinha is een multifunctioneel stadion in Ituiutaba, een plaats in Brazilië. 
Het stadion wordt vooral gebruikt voor voetbalwedstrijden. In het stadion is plaats voor 3.840 toeschouwers. 